# 小法特拉山國家公園

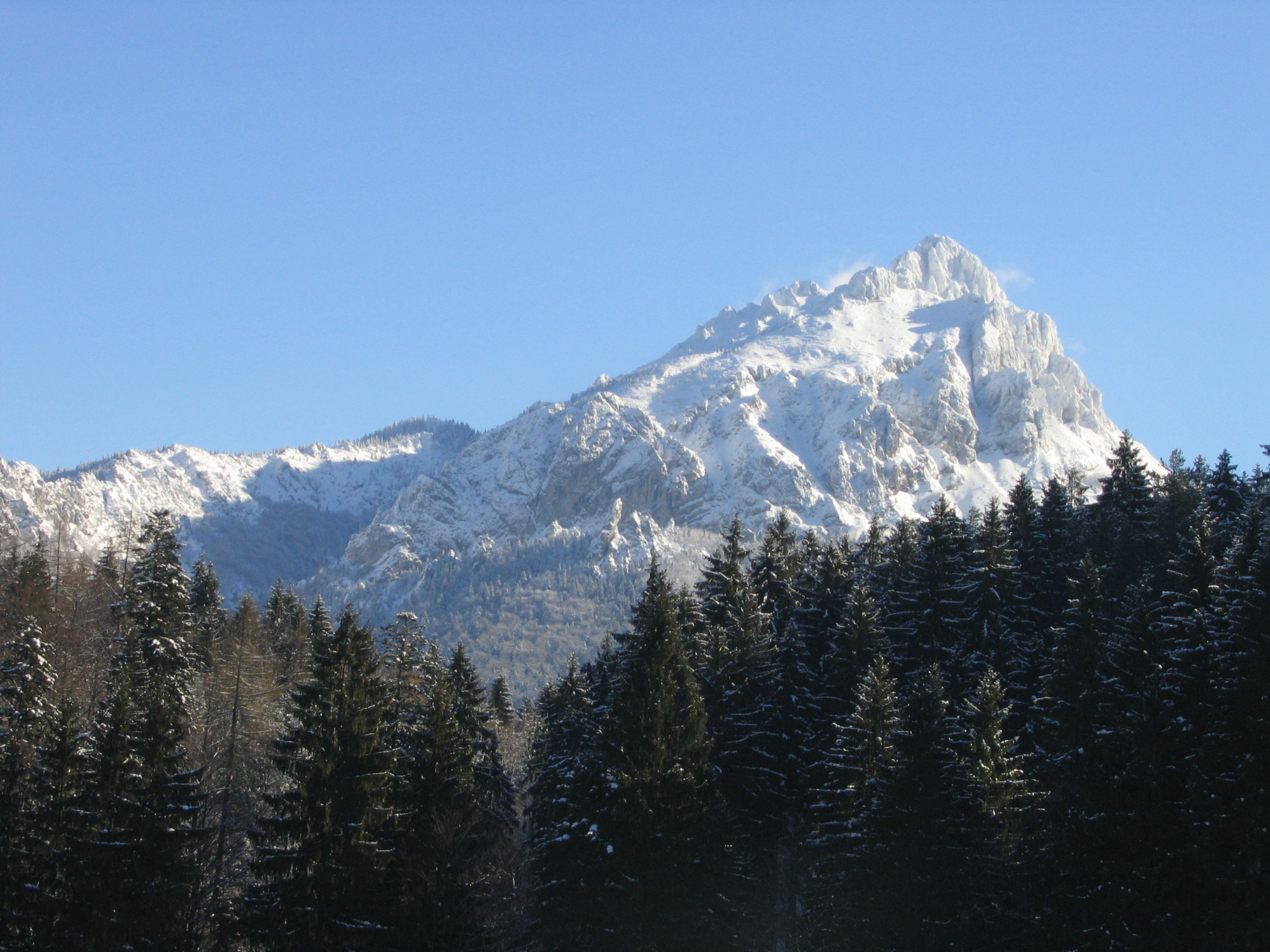

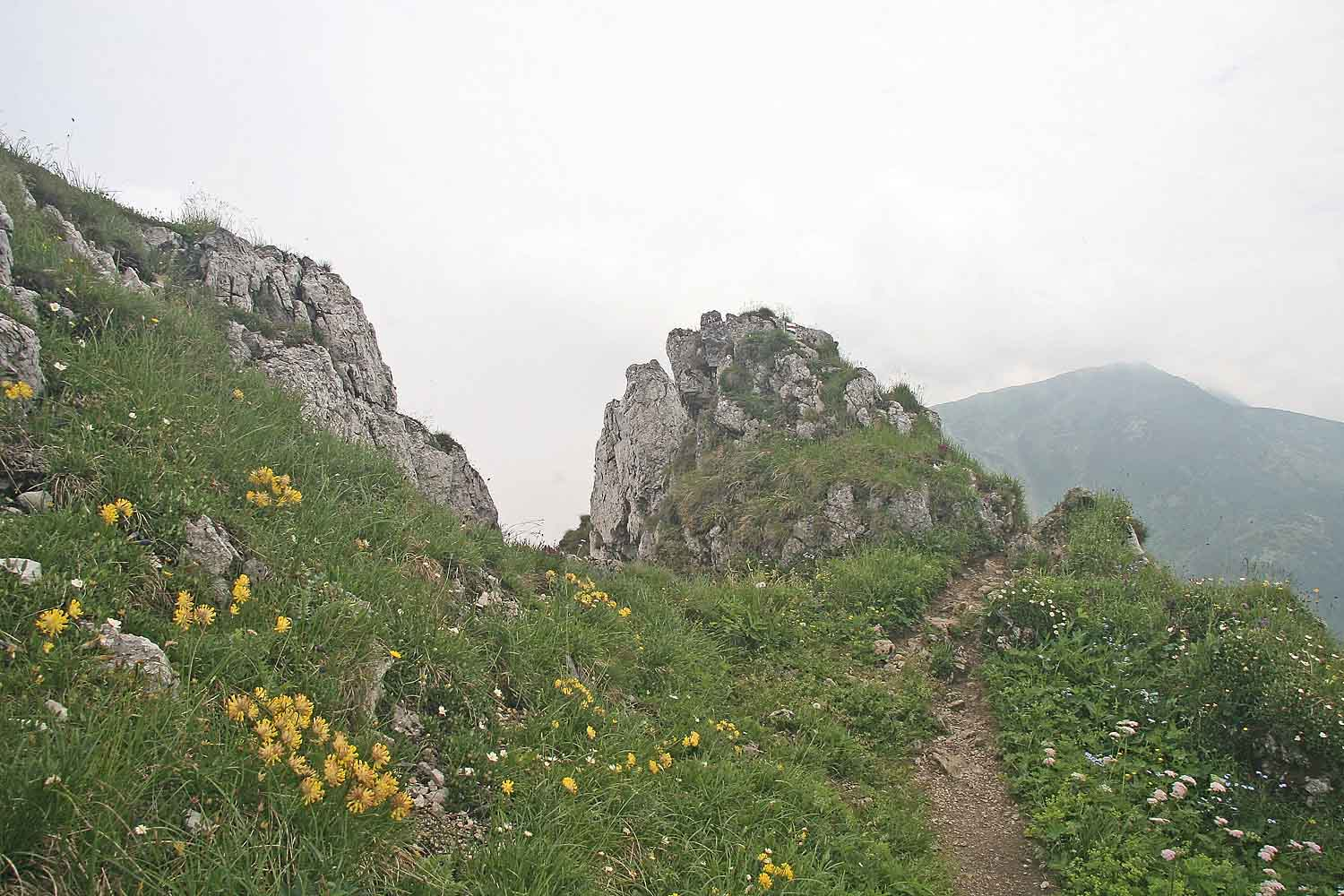

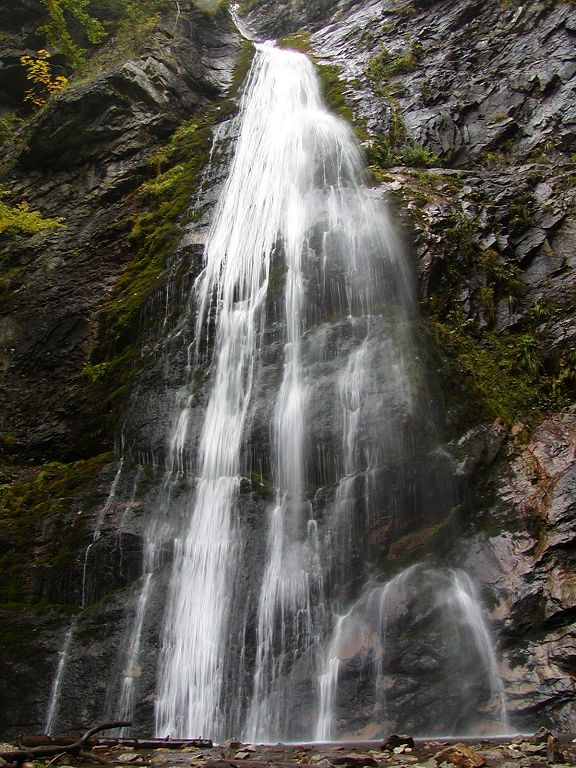

小法特拉山國家公園是斯洛伐克的國家公園，位於該國西部小法特拉山脈，位於小法特拉山脈北部，始建於1988年4月1日，面積226.3平方公里，最高點海拔高度1,709米。

## 外部連結
- Malá Fatra National Park at Slovakia.travel